# Statin
Statini (inhibitori HMG-CoA reduktaze) su klasa lekova koja se koristi za snižavanje nivoa holesterola inhibicijom enzima HMG-CoA reduktaza, koji ima centralnu ulogu u produkciji holesterola u jetri. Povišeni nivoi holesterola su povezani sa kardiovaskularnim bolestima,, te se statini koriste za sprečavanje tih bolesti. Istraživanja su pokazala da su statini efektivniji u tretiranu kardiovaskularnih bolesti (sekundarna prevencija). Statini imaju retke ali ozbiljne nuspojave, posebno oštećenja mišića, i neki lekari smatraju da se previše koriste.
Statin sa najvećom prodajom je atorvastatin, koji je na tržištu pod imenom Lipitor (Pfizer) i Torvast. Atorvastatin je 2003. postao lek sa najvećom prodajom u istoriji. Pfizer je izvestio da je prodaja 2008. bila američkih dolara 12,4 milijarde. Brojni statini su u prodaji (2010): atorvastatin (Lipitor i Torvast), fluvastatin (Leskol), lovastatin (Mevakor, Altokor, Altoprev), pitavastatin (Livalo, Pitava), pravastatin (Pravahol, Selektin, Lipostat), rosuvastatin (Krestor) i simvastatin (Zokor, Lipeks). Nekoliko kombinacija preparata statatina i nekog drugog agensa, kao što je ezetimib/simvastatin, su takođe dostupni.

## Literatura
- Sweetman, Sean C., ур. (2009). „Cardiovascular drugs”. Martindale: the complete drug reference (36th изд.). London: Pharmaceutical Press. стр. 1155—434. ISBN 978-0-85369-840-1.

## Spoljašnje veze
- [https://archive.today/20121223164830/http://www.medicine.ox.ac.uk/bandolier/booth/booths/statin.html